# Natasha Asghar
Natasha Asghar é uma política do Partido Conservador Galês, que representa o Leste de Gales do Sul no Senedd, desde a eleição de 2021 para o Senedd. Seu pai, Mohammad Asghar, representou o mesmo eleitorado até sua morte, em 2020. Ela é a primeira mulher membro de uma minoria étnica do Senedd. Ela foi nomeada uma das 100 mulheres mais influentes do mundo pela BBC em 2021. Ela concorreu à nomeação do Partido Conservador para prefeita de Londres nas eleições de 2024, mas não foi eleita.

## Carreira política
Natasha Asghar foi nomeada Ministra-sombra dos Transportes e da Tecnologia do partido conservador galês e trabalhou para ver a criação de um cartão de viagem para todo o País de Gales, semelhante ao cartão Oyster de Londres.
Natasha concorreu como candidata Plaid Cymru nas eleições para a Assembleia Nacional do País de Gales de 2007, em Blaenau Gwent, e para a cadeira no País de Gales nas eleições europeias de 2009 antes de ingressar no partido Conservador, em 8 de dezembro de 2009, ao mesmo tempo que seu pai. Ela disputou Torfaen sem sucesso nas eleições para a Assembleia Nacional do País de Gales em 2011.
Natasha não teve sucesso em sua candidatura à cadeira na Câmara dos Comuns de Newport East, em 2015 e 2017.
Em 22 de maio de 2023, Natasha anunciou por meio de um vídeo no Twitter que se candidataria à nomeação do Partido Conservador para prefeita de Londres antes das eleições para prefeito de Londres em 2024. Ela já residia em Londres há 20 anos antes de se mudar para o País de Gales. Em 12 de maio, foi anunciado que sua tentativa de se tornar uma potencial candidata à prefeitura de Londres havia fracassado quando seu nome não apareceu na lista tríplice do partido.

## Vida pessoal
Ela é filha do falecido membro conservador da assembleia, Mohammad Asghar. Ela é descendente de paquistaneses.

## Educação
Natasha possui bacharelado em Política e Política Social e mestrado em Política e Mídia Britânica Contemporânea pela Universidade de Londres.

## Prêmios e reconhecimentos
Em maio de 2021, Natasha foi destacada como uma das "5 Forças para a Mudança" pela Vogue britânica. Desde que foi eleita, ela deu entrevistas para a BBC, ITV, South Wales Argus, The National, Caerphilly Observer, revista galesa Golwg e apareceu no Sharp End.

Ela foi nomeada uma das 100 mulheres da BBC, em dezembro de 2021.